# Sophie Howard
Pour les articles homonymes, voir Howard.
Sophie Louise Howard est une footballeuse internationale écossaise, née le 17 septembre 1993. Elle évolue au poste de défenseur. En 2021, elle jouait à Leicester City.

## Biographie

### En club
Le 8 juin 2020, Reading a annoncé que Howard avait quitté le club après l'expiration de son contrat. En août 2020, Howard a signé pour Leicester City avant la saison 2020-2021 du championnat féminin de la FA (en).

### En sélection
Howard joue à deux reprises avec l'équipe d'Allemagne des moins de 20 ans en 2012. Elle fait partie de l'équipe d'Allemagne lors de la Coupe du monde féminine des moins de 20 ans 2012 organisée au Japon, mais ne joue aucun match. En 2016, elle est appelée pour un camp d'entraînement avec la nouvelle génération anglaise « Next Gen ». Elle déclare : « Même si je suis née et que j'ai grandi en Allemagne, mon ambition a toujours été de jouer pour l'Angleterre et j'espère avoir franchi la première étape. ».
En mars 2017, elle est appelée dans l'équipe d'Écosse. Les Écossaises ont alors trois défenseurs blessés, et la sélectionneuse est autorisée à choisir Howard parce que son grand-père s'avère être écossais. Elle fait ses débuts internationaux en senior le 11 avril 2017, en entrant en jeu à la 64e minute lors d'une défaite 5-0 contre la Belgique à Louvain.

## Palmarès
- Leicester City
  - Championnat d'Angleterre D2 en 2021.